# Critter Crunch
Critter Crunch est un jeu vidéo de puzzle développé par Capybara Games, sorti en 2008 sur iOS, PlayStation Network (PlayStation 3), Windows et Mac OS.

## Accueil

### Critique
Critter Crunch est cité dans l'ouvrage Les 1001 jeux vidéo auxquels il faut avoir joué dans sa vie.
Il a reçu les notes suivantes de la presse spécialisée :
- Destructoid : 9,5/10[1]
- GamesRadar+ : 4,5/5[2]
- Gamezebo : 5/5[3]
- IGN : 8,6/10[4]
- Pocket Gamer : 8/10[5]

### Récompenses
Le jeu a reçu le Prix du meilleur jeu mobile et le Prix de la réussite en audio à l'Independent Games Festival Mobile 2008 où il a été également nommé pour le Prix de la réussite en art.